# Almirante Brown (partido)
Almirante Brown (Partido de Almirante Brown) is een gemeente (partido) in de Argentijnse provincie Buenos Aires. Bij de volkstelling van 2022 had Almirante Brown 584.827 inwoners. De gemeente is onderdeel van de agglomeratie  Gran Buenos Aires.

## Plaatsen in partido Almirante Brown
- Adrogué
- Burzaco
- Claypole
- Don Orione
- Glew
- José Mármol
- Longchamps
- Malvinas Argentinas
- Ministro Rivadavia
- Rafael Calzada
- San José
- San Francisco Solano (deels)